# PLANET OF THE HUMANS
『PLANET OF THE HUMANS』（プラネット・オブ・ザ・ヒューマンズ）は、ジェフ・ギブス脚本・製作・監督、マイケル・ムーア製作総指揮による、2019年のアメリカ合衆国の気候変動に関するドキュメンタリー映画である。 
2020年のアースデイの前日2020年4月21日にYouTube上に公開された。
太陽光発電、風力発電、バイオマス発電などの従来の気候変動適応策が、根本的な対策になっていないという懐疑論を提起している。

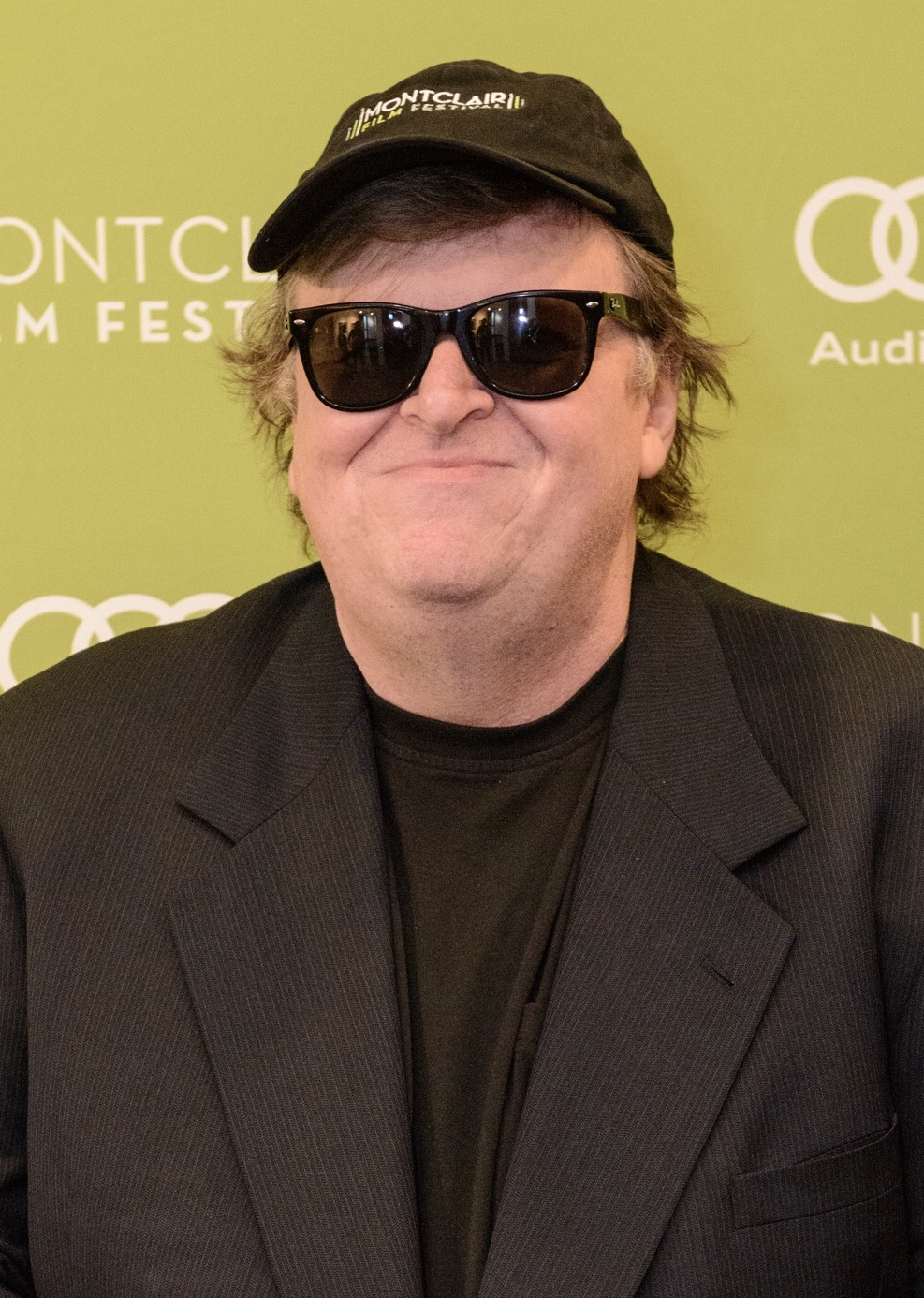
マイケル・ムーア

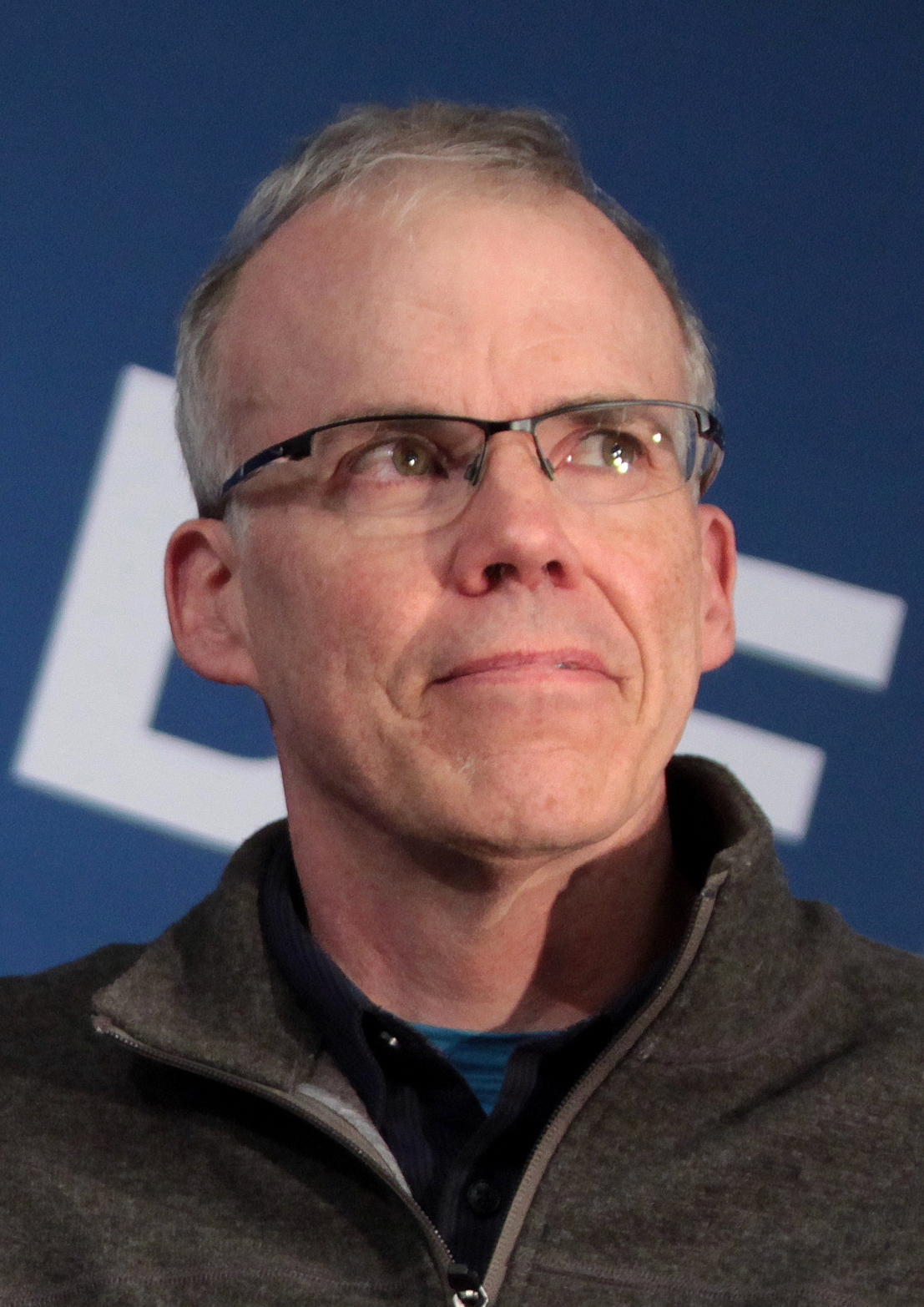
ビル・マッキベン

## 批判
気候変動の専門家や活動家は本作における主張と数値の正確性を批判し、本作が化石燃料業界を利することへの懸念を示している。